# Haïtiaanse gourde

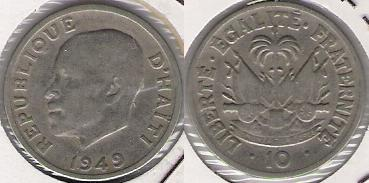
Muntstuk 10 centimes uit 1949

De Haïtiaanse gourde is de munteenheid van Haïti. Eén gourde (in het Haïtiaans-Creools goud) is honderd centimes (santim). Het woord gourde is een vertaling van het Spaanse woord Gordo (vet), een term die verwijst naar de peso, de munt die in de Franse koloniën in West-Indië verhandeld werd in de late 18e eeuw en in het begin van de 19e eeuw. Na de onafhankelijkheid in 1804 werd de term aangenomen om de munteenheid van Haïti aan te duiden.
De volgende munten worden gebruikt:
- 5 centimes
- 10 centimes
- 20 centimes
- 50 centimes
- 1 gourde
- 5 gourde

Het papiergeld is beschikbaar in:
- 10 gourde
- 50 gourde
- 100 gourde
- 250 gourde
- 500 gourde
- 1000 gourde

Op alle coupures staan helden van de Haïtiaanse Revolutie afgebeeld en er wordt gebruikgemaakt van zowel Frans als Haïtiaans-Creools.

## Geschiedenis
De Franse koloniale pond (XFCL) munten, Spaanse zilveren escudos (XESE), Portugese gouden Joes en het Britse pond sterling (GBP) werden gebruikt afhankelijk van welk land de controle had over dit eiland. De piaster gourde (HTT) werd gebruikt in de 18e en 19e eeuw en was gelijk aan een Mexicaanse piaster. De zilveren gourde (HTS) verving de piaster gourde in 1814, gevolgd door de papieren gourde (HTP) in 1826. Door de hoge inflatie werd de nieuwe gourde (HTN), in een verhouding van 1:10 papieren gourde in 1870 vervangen. Door de verdere hoge inflatie werd deze munteenheid afgelost door de Haïtiaanse gourde (HTG) in 1872 in een verhouding van 300:1. De gourde werd 1:1 gekoppeld aan de Amerikaanse dollar in 1880, maar deprecieerde tot 1915 in een verhouding van 5:1 tot de Amerikaanse dollar. De inflatie heeft tot een verder waardeverlies van de gourde geleid.